# Banco de Desarrollo de la Mujer
Banco de Desarrollo de la Mujer (Banmujer), es un banco público venezolano creado en el año 2001 con la misión de conceder créditos, microcréditos y otros servicios financieros a grupos y cooperativas de mujeres, sobre todo las de las clases socioeconómicas más desposeídas para paliar el desempleo femenino existente en el país. Desde 2001, Banmujer ha concedido más de 95.000 créditos.

## Funcionamiento
Las mujeres se agrupan en unidades o cooperativas de dos a nueve usuarias y luego de cumplir con el protocolo de solicitud, se les otorga un crédito a cancelar en un período de cuatro años: 5.000 bolívares fuertes por cada integrante y 50.000 a la cooperativa, con un 6% de interés anual. Luego de cancelarlo, pueden pedir otro crédito por un monto mayor. La idea es que las mujeres inicien proyectos por sí mismas, pero también pueden solicitar talleres de formación según la necesidad. En algunos casos, estos proyectos son coordinados junto con el PNUD, del cual recibe también apoyo financiero, así como empresas como Conoco Philips y Statoil.